# Glacera Pío XI
La Glacera Pío XI (també anomenada Glacera Brüggen) es troba a Xile i és la glacera més gran de l'hemisferi sud, tret de les de l'Antàrtida, amb una superfície de 66 km de longitud. Contràriament a la tònica general degut al canvi climàtic, aquesta glacera ha avançat durant els últims 50 anys (sobretot del 1945 al 1976) més de 10 km, afegint-hi uns 60 km² de superfície; una de les seves llengües fa aproximadament 6 km.
El front de gel de la glacera és aproximadament de 75 metres d'alçada (més o menys 30 pisos d'un edifici convencional) i el gel, en caure, genera onades que superen els 10 m d'alçada; prou importants per a sacsejar vaixells d'una certa envergadura.
A diferència d'altres glaceres, aquesta ha crescut en les darreres dècades.